# Horsley Hill
Horsley Hill – osada w Anglii, w Tyne and Wear, w dystrykcie metropolitalnym South Tyneside. W 2011 miejscowość liczyła 9064 mieszkańców.